# Sonata per a violí núm. 10 (Beethoven)
La Sonata per a violí núm. 10, op. 96, en sol major, és la darrera que va compondre Ludwig van Beethoven. Va ser composta el 1812 i publicada el 1816. Està dedicada a l'alumne de Beethoven, l'arxiduc Rodolf d'Àustria (1788-1831), qui en va fer la primera interpretació, juntament amb el violinista Pierre Rode. Ha rebut el sobrenom poc encertat de «El cant del gall» (en anglès, The Cockcrow).
Ha estat considerada com la més bella de les seves sonates per a violí, amb una calma, una bellesa etèria. En la seva interpretació tot ha d'estar correcte, des del primer trinat. El trinat d'obertura és una part integral del subjecte.

## Anàlisi musical
Consta de quatre moviments:
1. Allegro moderato (en sol major)
2. Adagio espressivo (en mi bemoll major)
3. Scherzo: Allegro - Trio (en sol menor, el Trio en mi bemoll major, i acaba en sol major)
4. Poco allegretto (en sol major)

El moviment final va ser escrit per Beethoven amb l'estil de Pierre Rode al cap. Poc abans d'acabar l'obra, Beethoven va escriure a l'Arxiduc Rodolf "…no fer molta pressa en l'últim moviment pel bé de la mera puntualitat, molt més com que, a l'escriure'l, vaig considerar la tècnica de Rode. En els nostres episodis finals que ens agrada per terra i passatges sonors, però això no és del grat R i -. Això em dificulta una mica". Com a resultat, el final va ser un conjunt de set variacions i una breu coda sobre un tema alegre.
L'obra dura aproximadament 27 minuts.